# Shamrox de Chicago
 (août 2011).
Les Shamrox de Chicago (en anglais : Chicago Shamrox) sont une franchise américaine de crosse en salle évoluant en National Lacrosse League de 2006 à 2008. Basés à Hoffman Estates (Illinois), près de Chicago, les Shamrox jouent au Sears Centre, enceinte de 9 500 places inaugurée en octobre 2006.

## Histoire
La nouvelle franchise a été annoncée le 16 février 2006. L'équipe est possédée par Kevin Loughery Jr., Don Sallee, l'ancien coach et joueur de la  NBA et ABA Kevin Loughery Sr., et Concept Entertainment Group, LLC. 
Le 11 mai 2006, Connie Kowal a été annoncé comme président de la franchise et Phil Ryan comme vice-président. C'est le 1er juin que Jamie Batley est nommé entraîneur et manager général de l'équipe.

### Attribution du nom
Le nom « Shamrox de Chicago » a été choisi le 11 mai 2006, avec plus de 1 500 idées. Il a été réduit à 10 finalistes et alors au "fab cinq". La liste suivante était les 10 finalistes avec les cinq premiers en gras :
- Blast
- Breeze
- Chill
- Freeze
- Hitmen
- Ill (iLL)
- Shamrox (ou Shamrocks)
- Shooters
- Thunder
- Tower

## Saison par saison
| Saison | Division  | V-D   | Class. | Domicile | Extérieur | GF  | GA  | Séries éliminatoires |
| ------ | --------- | ----- | ------ | -------- | --------- | --- | --- | -------------------- |
| 2007   | Est       | 6-10  | 6e     | 4-4      | 2-6       | 176 | 191 | --                   |
| 2008   | Est       | 6-10  | 7e     | 3-5      | 3-5       | 176 | 212 | --                   |
| Total  | 2 seasons | 12-20 |        | 7-9      | 5-11      | 352 | 403 |                      |